# Paul Simon (artiest)
Paul Frederic Simon (Newark (New Jersey), 13 oktober 1941) is een Amerikaans singer-songwriter. Van 1964 tot 1970 vormde hij de helft van het duo Simon & Garfunkel en sinds 1970 is hij soloartiest, naast incidentele reünies met Art Garfunkel. Simon had diverse hits, waaronder "Late in the Evening" en "50 Ways to Leave Your Lover". Simon maakte tot en met 2018 veertien soloalbums, het bekendste daarvan is het met Zuid-Afrikaanse musici gemaakte Graceland uit 1986, waarop ook de hitsingle "You Can Call Me Al" te vinden is.

## Biografie
Paul Simons ouders, Belle en Louis, waren Hongaarse immigranten van Joodse afstamming. Pauls grootvader -naar wie hij vernoemd is- vluchtte in 1903 vanwege toenemend antisemitisme in Hongarije naar de Verenigde Staten. Louis Simon werkte als contrabassist voor de radio in Boedapest. In de Verenigde Staten werkte hij onder de naam Lee Sims voor een radiostation in Newark en trad hij op in orkesten in televisieprogramma's als Arthur Godfrey and His Friends, The Jackie Gleason Show en The Garry Moore Show. Belle Simon was lerares op een basisschool in New York. Ze gaf tevens privéles in het bespelen van diverse muziekinstrumenten, waaronder de harp. Na de geboorte van Pauls vier jaar jongere broer Eddie verhuisde het gezin naar Kew Gardens in Queens.

### Tot 1970

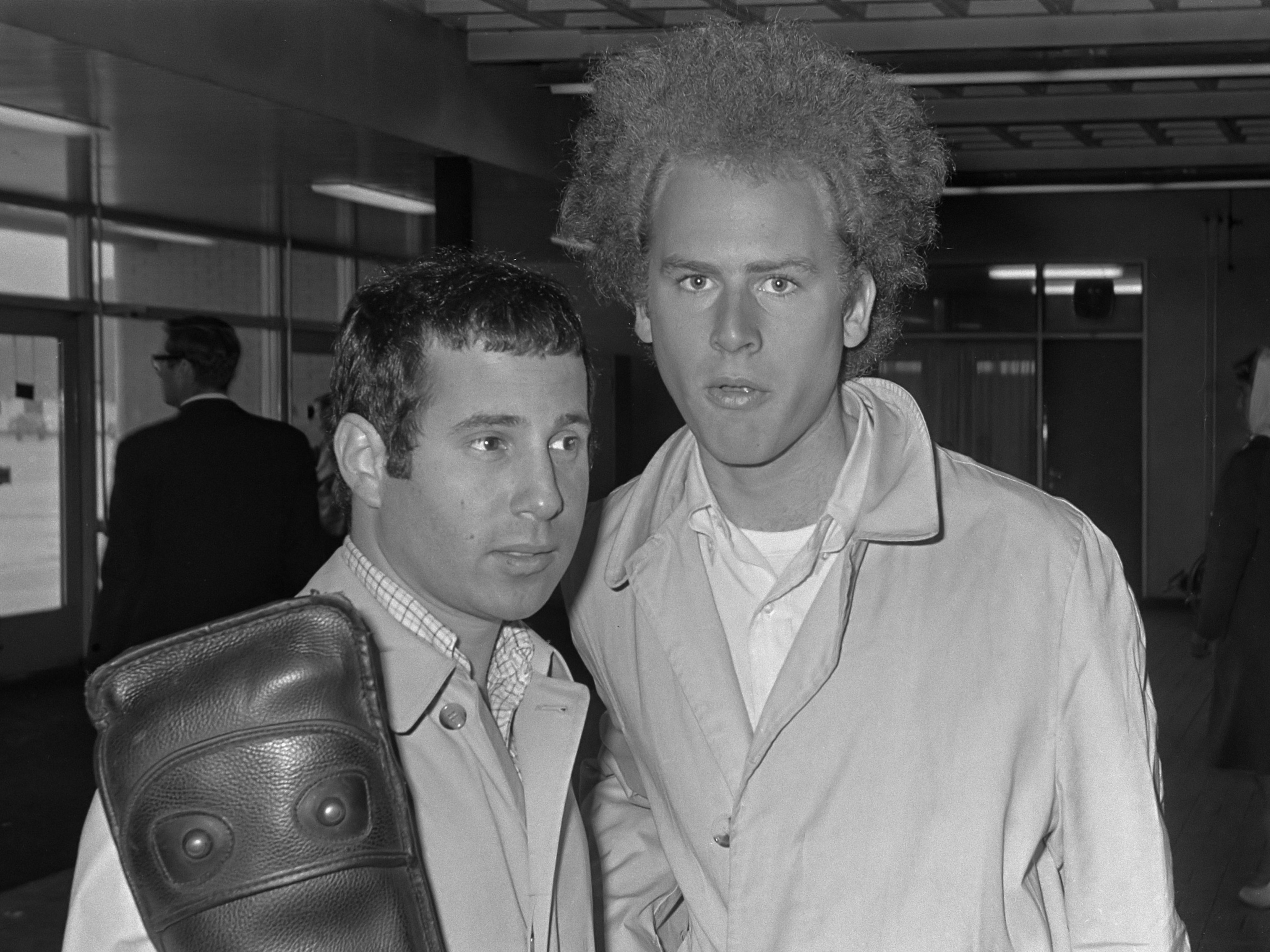
Simon (links) en Garfunkel (rechts) arriveren op Luchthaven Schiphol in 1966.

Aan het eind van de jaren vijftig vormde de toen zestienjarige Simon met schoolvriend Art Garfunkel het duo Tom & Jerry, een naam die zij ontleenden aan de populaire tekenfilmreeks Tom and Jerry. Zij scoorden een kleine hit in de Verenigde Staten met hun eerste single, "Hey Schoolgirl", maar verder succes bleef nog uit. Met Jerry Landis als artiestennaam sloot Simon zich in de zomer van 1961 aan bij een zanggroep, Tico and the Triumphs, die verder bestond uit Mickey Borak, Marty Cooper en Gail Lynn. Hun single "Motorcycle", die Simon tevens produceerde, bereikte de 99ste plaats in de Billboard Hot 100. In 1964 ging deze groep uit elkaar. Simon en Garfunkel kwamen weer bijeen. In oktober 1964 bracht Columbia Records hun debuutalbum Wednesday Morning, 3 AM uit. Het album leverde geen succes op. CBS Records bracht in 1965 in het Verenigd Koninkrijk het eerste soloalbum van Simon uit, getiteld The Paul Simon Songbook. In oktober 1965 werd een nieuwe versie van het liedje "The Sound of Silence" van het debuutalbum van Simon and Garfunkel als single uitgebracht. Het leverde hen een Amerikaanse nummer één-hit op. In de jaren zestig namen zij verder de albums Parsley, Sage, Rosemary and Thyme (1966) en Bridge over Troubled Water (1970) op. Ook de soundtrack van de film The Graduate (1967) bevat veel van hun muziek, waaronder het lied "Mrs. Robinson".

### Solocarrière vanaf 1970
Het duo ging in 1970 uit elkaar, waarna Simon onmiddellijk begon aan de opnamen van zijn tweede soloalbum. Dit album, getiteld Paul Simon, werd in 1972 uitgegeven. In de jaren daarna volgden There Goes rhymin' Simon (1973), Still crazy after all these years (1975) en Hearts and bones (1983).
Behalve als vernieuwer van de (Amerikaanse) folkmuziek, heeft Simon - in de tweede helft van zijn carrière als solo-artiest - faam verworven als behendig improvisator bij de vermenging van niet-westerse muziekstijlen met zijn eigen westerse interpretatie. Hiervoor verblijft hij een tijdje in die andere cultuur: Graceland uit 1986, na een verblijf van ongeveer twee weken in Zuid-Afrika, is hiervan een bijzonder resultaat. Op deze plaat staan hits als "Homeless" (gedeeltelijk in het Zoeloe), "The Boy in the Bubble" en "Diamonds on the Soles of Her Shoes". Ladysmith Black Mambazo, een van de bands die meewerkten, werd door het album populair. Simon was de eerste internationale artiest die in Zuid-Afrika een concert gaf nadat de Verenigde Naties de door hen vanwege de apartheid aldaar ingestelde boycot hadden opgeheven. Dit concert vond op 11 januari 1992 plaats in Johannesburg.
Rhythm of the Saints uit 1990 volgde het recept van Graceland, ditmaal met Zuid-Amerikaanse rootsmuzikanten. Het album werd minder goed ontvangen, al werd The Obvious Child een kleine hit. Voor de musical Songs from the Capeman uit 1997 putte Simon uit een reeds bestaand amalgaam van stijlen, namelijk de mix die sinds 1920 in New York was ontstaan uit populaire Amerikaanse muziek en de door Puerto Ricaanse immigranten meegebrachte en verder ontwikkelde latinmuziek (onder meer salsamuziek). Voor Songs from the Capeman zocht Simon de medewerking van Puerto Ricaanse muzikanten, onder wie Marc Anthony.

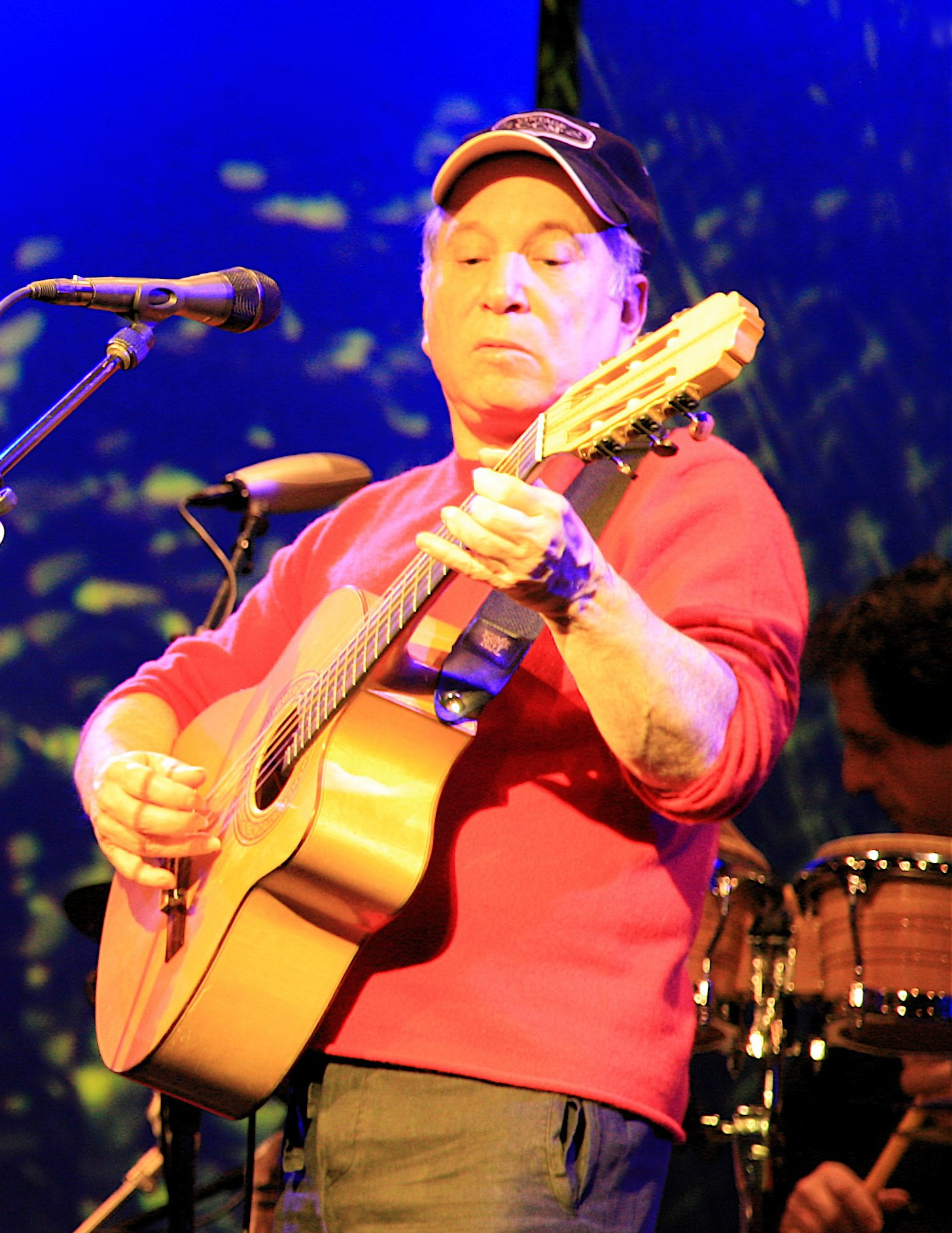
Paul Simon in 2007

In 2004 verschenen Simons soloalbums uit de periode 1972-2000 in een geremasterde heruitgave. De oorspronkelijke albums werden uitgebreid met demo's en alternatieve takes. In mei 2006 volgde het album Surprise, dat Paul Simon met producent Brian Eno opnam. Volgens criticus Kelefa Sanneh zorgden Eno's sonische landschappen voor enige verlichting in wat "een tamelijk sombere collectie liedjes" is, al voegde Simon ook het favoriete "Father and daughter" toe, bekend van de animatiefilm "The Wild Thornberrys Movie".
In 2011 werd het album So Beautiful or So What uitgebracht, volgens Sanneh een hoogtepunt in Simons carrière.
In 2012 toerde Simon door Europa ter gelegenheid van het vijfentwintigjarig jubileum van zijn album Graceland. De tournee begon met een optreden tijdens het festival Hard Rock Calling in Hyde Park in Londen. Op 17 juli trad hij op in België en op 18 juli (Nelson Mandela-dag) in de Ziggo Dome te Amsterdam. Hij werd onder meer begeleid door trompettist Hugh Masekela en muzikanten die indertijd op Graceland speelden, zoals Ray Phiri en de groep Ladysmith Black Mambazo.
In 2015 vond een tour plaats samen met Sting, waarbij ook Amsterdam en Antwerpen werden aangedaan.
In juni 2016 verscheen Stranger to Stranger, Simons dertiende soloalbum. Volgens criticus Kelefa Sanneh van tijdschrift The New Yorker is dit album, dat elf nummers telt, "vrolijker en grappiger dan zijn recente voorgangers - zijn meest dansbare muziek in decennia." Co-producer was Roy Halee, die aan alle albums van Simon en Garfunkel meewerkte en door Simon voor dit album werd benaderd, vanwege zijn vermogen om echo te creëren, aldus verklaarde Simon tegenover het blad Rolling Stone. Volgens het tijdschrift kenmerkt het album zich niet alleen door echo en ritme - de Italiaanse elektronische danceartiest Clap!Clap! leverde de beats voor drie tracks - , maar gaan deze elementen een fusie aan met Afrikaanse houtblazers, Peruviaanse drums, een gospelkwartet, alsmede blazers en synthesizers. De teksten zijn vaak geestig: zo handelt het nummer "Wristband" over een rockster die vanwege het niet dragen van een polsband de toegang tot zijn eigen concert wordt geweigerd.
Op 5 februari 2018 kondigde Simon in een brief aan zijn fans aan dat hij op zou houden als artiest. Tegelijk maakte hij zijn afscheidstournee bekend die op 16 mei van dat jaar begon in Vancouver, Canada. Na onder meer twee concerten in de Ziggo Dome in Amsterdam op 7 en 8 juli sloot hij de Homeward Bound Farewell Tour af in Flushing Meadows Corona Park in New York, op 22 september 2018.
Op 7 september 2018 kwam zijn veertiende solo-album uit, In the Blue Light, waarop hij nieuwe versies liet horen van eerder opgenomen nummers, die volgens hem onderbelicht waren gebleven in zijn oeuvre.
Eerder werd aangekondigd dat In the Blue Light Simons laatste studioalbum zou zijn, maar op 19 mei 2023 verscheen het album Seven Psalms, geïnspireerd op het Hebreeuwse bijbelboek Psalmen. Op de cd-versie van dit album zijn de zeven stukken van het album niet apart geïndexeerd, maar uitgebracht als één doorlopend nummer.
In november 2024 gaat de in 2023 gemaakte 209 minuten durende documentaire In Restless Dreams: The Music of Paul Simon in première, waarin Simon wordt gevolgd tijdens het maken van Seven Psalms en een terugblik wordt gegeven op zijn carrière.

## Privé
Paul Simon was van 1983 tot 1984 elf maanden getrouwd met Star-Wars-actrice Carrie Fisher. In 1992 trouwde hij met zangeres Edie Brickell. Ze ontmoetten elkaar bij een optreden van Brickell in de televisieshow Saturday Night Live eind 1990 waar Brickell hem tussen de crew zag staan. Het paar heeft twee zoons en één dochter: Adrian Edward (1992), Lucia Lulu Jean (1995) en Gabriel Elijah (1998).

## Discografie
Zie ook discografie Simon & Garfunkel.

### Albums
| Album met eventuele hitnotering(en) in de Nederlandse Album Top 100 | Datum van verschijnen | Datum van binnenkomst | Hoogste positie | Aantal weken | Opmerkingen   |
| ------------------------------------------------------------------- | --------------------- | --------------------- | --------------- | ------------ | ------------- |
| The Paul Simon Song Book                                            | 1965                  | -                     |                 |              | 1             |
| Paul Simon                                                          | 1972                  | 26-02-1972            | 4               | 13           | 2             |
| There goes rhymin' Simon                                            | 1973                  | 02-06-1973            | 6               | 7            | 3             |
| Paul Simon in concert: Live rhymin'                                 | 1974                  | -                     |                 |              | Livealbum     |
| Still crazy after all these years                                   | 1975                  | 18-10-1975            | 13              | 30           | 4             |
| Greatest hits, ect                                                  | 1977                  | 24-12-1977            | 19              | 17           | Verzamelalbum |
| One trick pony                                                      | 1980                  | 30-08-1980            | 3               | 13           | Soundtrack    |
| Hearts and bones                                                    | 1983                  | 12-11-1983            | 13              | 10           | 6             |
| Graceland                                                           | 12-08-1986            | 13-09-1986            | 1(22wk)         | 120          | 7             |
| Negotiations and love songs 1971-1986                               | 1988                  | 05-11-1988            | 18              | 14           | Verzamelalbum |
| The rhythm of the saints                                            | 16-10-1990            | 27-10-1990            | 2               | 24           | 8             |
| Paul Simon's concert in the park - August 15, 1991                  | 1991                  | 16-11-1991            | 27              | 7            | Livealbum     |
| Songs from the capeman                                              | 13-11-1997            | 29-11-1997            | 30              | 17           | Soundtrack    |
| Greatest hits - Shining like a national guitar                      | 12-05-2000            | 27-05-2000            | 12              | 22           | Verzamelalbum |
| You're the one                                                      | 03-10-2000            | 14-10-2000            | 41              | 7            | 10            |
| The studio recordings                                               | 2004                  | -                     |                 |              | Verzamelbox   |
| Surprise                                                            | 04-05-2006            | 13-05-2006            | 20              | 12           | 11            |
| The essential Paul Simon                                            | 13-07-2007            | 18-08-2007            | 26              | 11           | Verzamelalbum |
| So beautiful or so what                                             | 08-04-2011            | 16-04-2011            | 6               | 20           | 12            |
| Graceland - 25th Anniversary edition                                | 01-06-2012            | 09-06-2012            | 4               | 27           | Heruitgave    |
| Stranger to stranger                                                | 03-06-2016            | 11-06-2016            | 8               | 7            | 13            |
| The concert in Hyde Park                                            | 14-07-2017            | 22-07-2017            | 61              | 1            | Livealbum     |
| In the blue light                                                   | 07-09-2018            | 15-09-2018            | 16              | 2            | 14            |
| Seven Psalms                                                        | 19-05-2023            | 27-05-2023            | 31              | 1            | 15            |

| Album met hitnotering(en) in de Vlaamse Ultratop 200 albums | Datum van verschijnen | Datum van binnenkomst | Hoogste positie | Aantal weken | Opmerkingen   |
| ----------------------------------------------------------- | --------------------- | --------------------- | --------------- | ------------ | ------------- |
| Songs from the capeman                                      | 1997                  | 06-12-1997            | 45              | 1            | Soundtrack    |
| Greatest hits - Shining like a national guitar              | 2000                  | 03-06-2000            | 25              | 15           | Verzamelalbum |
| You're the one                                              | 2000                  | 14-10-2000            | 27              | 3            |               |
| Surprise                                                    | 2006                  | 20-05-2006            | 37              | 8            |               |
| The essential Paul Simon                                    | 2007                  | 01-09-2007            | 36              | 4            | Verzamelalbum |
| So beautiful or so what                                     | 2011                  | 16-04-2011            | 20              | 8            |               |
| Songwriter                                                  | 21-10-2011            | 05-11-2011            | 55              | 4            |               |
| Graceland - 25th Anniversary edition                        | 2012                  | 09-06-2012            | 5               | 25           |               |
| Live in New York City                                       | 2012                  | 20-10-2012            | 133             | 5            | Livealbum     |
| Stranger to stranger                                        | 2016                  | 11-06-2016            | 2               | 30           |               |
| The concert in Hyde Park                                    | 2017                  | 22-07-2017            | 59              | 8            | Livealbum     |
| In the blue light                                           | 2018                  | 15-09-2018            | 21              | 7            |               |
| Seven Psalms                                                | 2023                  | 27-05-2023            | 25              | 6            |               |

### Singles
| Single met eventuele hitnotering(en) in de Nederlandse Top 40 | Datum van verschijnen | Datum van binnenkomst | Hoogste positie | Aantal weken | Opmerkingen                                                                             |
| ------------------------------------------------------------- | --------------------- | --------------------- | --------------- | ------------ | --------------------------------------------------------------------------------------- |
| Mother and Child Reunion                                      | 1972                  | 19-02-1972            | 7               | 8            | #6 in de Hilversum 3 Top 30                                                             |
| Me and Julio down by the schoolyard                           | 1972                  | 29-04-1972            | 25              | 4            | #26 in de Hilversum 3 Top 30                                                            |
| Duncan                                                        | 1972                  | 12-08-1972            | tip9            | -            | met Los Incas                                                                           |
| Kodachrome                                                    | 1973                  | 16-06-1973            | 11              | 7            | #15 in de Hilversum 3 Top 30                                                            |
| Loves me like a rock                                          | 1973                  | 08-09-1973            | tip4            | -            | met Dixie Hummingbirds / #27 in de Hilversum 3 Top 30                                   |
| 50 Ways to leave your lover                                   | 1976                  | 31-01-1976            | tip14           | -            |                                                                                         |
| Late in the evening                                           | 1980                  | 09-08-1980            | 9               | 9            | Nr. 11 in de Nationale Hitparade / #10 in de TROS Top 50 / TROS Paradeplaat Hilversum 3 |
| The blues                                                     | 1982                  | 25-12-1982            | tip6            | -            | met Randy Newman / # 48 in de Nationale Hitparade                                       |
| Allergies                                                     | 1983                  | 26-11-1983            | 31              | 3            | #47 in de Nationale Hitparade                                                           |
| You can call me Al                                            | 1986                  | 04-10-1986            | 2               | 15           | #5 in de Nationale Hitparade                                                            |
| The boy in the bubble                                         | 1987                  | 17-01-1987            | 23              | 6            | #16 in de Nationale Hitparade Top 100                                                   |
| Diamonds on the soles of her shoes                            | 1987                  | -                     |                 |              | #85 in de Nationale Hitparade Top 100                                                   |
| Graceland                                                     | 1987                  | -                     |                 |              | #79 in de Nationale Hitparade Top 100                                                   |
| The obvious child                                             | 1990                  | 13-10-1990            | 12              | 9            | #12 in de Nationale Top 100                                                             |

| Single met hitnotering(en) in de Vlaamse Ultratop 50 | Datum van verschijnen | Datum van binnenkomst | Hoogste positie | Aantal weken | Opmerkingen                                    |
| ---------------------------------------------------- | --------------------- | --------------------- | --------------- | ------------ | ---------------------------------------------- |
| Mother and child reunion                             | 1972                  | 26-02-1972            | 20              | 12           | Nr. 4 in de Radio 2 Top 30                     |
| Late in the evening                                  | 1980                  | 30-08-1980            | 15              | 6            | Nr. 13 in de Radio 2 Top 30                    |
| The blues                                            | 1982                  | 08-01-1983            | 22              | 6            | met Randy Newman / Nr. 21 in de Radio 2 Top 30 |
| You can call me Al                                   | 1986                  | 11-10-1986            | 2               | 16           | Nr. 2 in de Radio 2 Top 30                     |
| The boy in the bubble                                | 1987                  | 17-01-1987            | 28              | 7            | Nr. 19 in de Radio 2 Top 30                    |
| Diamonds on the soles of her shoes                   | 1987                  | 07-03-1987            | 28              | 3            | Nr. 25 in de Radio 2 Top 30                    |
| Graceland                                            | 1987                  | 06-06-1987            | 35              | 2            | Nr. in de Radio 2 Top 30                       |
| The obvious child                                    | 1990                  | 10-11-1990            | 29              | 6            | Nr. 17 in de Radio 2 Top 30                    |
| Wristband                                            | 2016                  | 30-04-2016            | tip             | -            |                                                |
| Cool Papa Bell                                       | 2016                  | 24-09-2016            | tip             | -            |                                                |

### NPO Radio 2 Top 2000
| Nummers met noteringen in de NPO Radio 2 Top 2000 | '99 | '00  | '01  | '02  | '03  | '04  | '05  | '06  | '07  | '08  | '09  | '10  | '11  | '12  | '13  | '14  | '15  | '16  | '17  | '18  | '19  | '20  | '21  | '22  | '23  | '24  |
| ------------------------------------------------- | --- | ---- | ---- | ---- | ---- | ---- | ---- | ---- | ---- | ---- | ---- | ---- | ---- | ---- | ---- | ---- | ---- | ---- | ---- | ---- | ---- | ---- | ---- | ---- | ---- | ---- |
| 50 Ways to Leave Your Lover                       | 836 | -    | 617  | 1014 | 1043 | 985  | 1263 | 1202 | 1159 | 1135 | 1201 | 1070 | 1223 | 752  | 910  | 1171 | 1235 | 990  | 1049 | 1177 | 1220 | 1111 | 1050 | 1295 | 1280 | 1183 |
| Diamonds on the Soles of Her Shoes                | -   | -    | -    | -    | -    | -    | -    | -    | -    | -    | -    | -    | -    | -    | -    | -    | -    | -    | -    | 862  | 920  | 889  | 796  | 923  | 1002 | 936  |
| Graceland                                         | 172 | 205  | 170  | 187  | 225  | 238  | 193  | 223  | 286  | 217  | 218  | 180  | 200  | 161  | 185  | 207  | 216  | 175  | 213  | 279  | 313  | 336  | 171  | 334  | 375  | 388  |
| Homeless                                          | -   | -    | -    | -    | -    | -    | -    | -    | -    | -    | -    | -    | -    | -    | -    | -    | -    | -    | -    | -    | 1640 | 1546 | 1210 | 1776 | 1826 | 1867 |
| Kodachrome                                        | -   | 1273 | 700  | 1243 | 1491 | 1608 | 1726 | 1656 | 1861 | 1618 | 1723 | 1630 | 1793 | 1816 | 1689 | 1981 | -    | -    | -    | -    | -    | -    | -    | -    | -    | -    |
| Late in the Evening                               | -   | 988  | 698  | 944  | 991  | 1254 | 1365 | 1232 | 1485 | 1234 | 1434 | 1310 | 1551 | 1321 | 1332 | 1342 | 1453 | 1505 | 1584 | 1643 | 1683 | 1559 | 1616 | 1757 | 1983 | 1805 |
| Mother and Child Reunion                          | -   | 1391 | 1076 | 1318 | 1574 | 1820 | 1741 | 1884 | -    | 1903 | 1845 | 1825 | -    | -    | -    | -    | -    | -    | -    | -    | -    | -    | -    | -    | -    | -    |
| Still Crazy After All These Years                 | -   | -    | -    | -    | -    | -    | 1471 | 974  | 1234 | 1631 | 1064 | 947  | 1157 | 1521 | 1361 | 1254 | 1474 | 1396 | 1553 | 1518 | 1981 | 1927 | -    | -    | -    | -    |
| The Boy in the Bubble                             | -   | -    | -    | -    | -    | -    | -    | -    | -    | -    | -    | -    | 1789 | 1116 | 1327 | 1627 | 1434 | 1737 | -    | -    | -    | -    | -    | -    | -    | -    |
| You Can Call Me Al                                | 635 | 601  | 135  | 640  | 874  | 927  | 679  | 955  | 1238 | 837  | 927  | 1061 | 868  | 679  | 577  | 693  | 709  | 607  | 713  | 676  | 762  | 786  | 731  | 871  | 968  | 902  |

1. ↑  Een '-' betekent dat het nummer niet was genoteerd en een vetgedrukt getal geeft de hoogste notering van een nummer aan.

### Dvd's
| Dvd's met hitnoteringen in de DVD Top 30                  | Datum van verschijnen' | Datum van binnenkomst | Hoogste positie | Aantal weken | Opmerkingen                                                         |
| --------------------------------------------------------- | ---------------------- | --------------------- | --------------- | ------------ | ------------------------------------------------------------------- |
| You're the one - in concert                               | 2003                   | 01-02-2003            | 25              | 3            |                                                                     |
| The library of congress - Gershwin prize for popular song | 2009                   | 13-06-2009            | 21              | 11           | als Paul Simon and Friends                                          |
| Song Of America / The Harmony Game                        | 2011                   | 25-03-2011            |                 |              | extra dvd bij Bridge over troubled water (40th Anniversary edition) |
| Under African skies - Graceland journey                   | 2012                   | 09-06-2012            | 25              | 3            | Edison 2012                                                         |
| Live in New York City                                     | 2012                   | 13-10-2012            | 16              | 1*           |                                                                     |

## Filmografie
| Film                             | Rol                   | Jaar |
| -------------------------------- | --------------------- | ---- |
| Annie Hall                       | Toney Lacy            | 1977 |
| Sesame Street                    | zichzelf              | 1977 |
| The Rutles: All You Need Is Cash | geïnterviewde         | 1978 |
| The Muppet Show                  | zichzelf              | 1980 |
| One-Trick Poney                  | Jonah                 | 1980 |
| Mother Goose Rock 'n' Rhyme      | Simple Simon          | 1990 |
| Millenium                        | John Dryden           | 1999 |
| Henry & Me (animatie)            | Thurmon Munson (stem) | 2014 |
| Portlandia                       | zichzelf              | 2015 |
| Horace and Pete                  | een vriend van Leon   | 2016 |

## Onderscheidingen en prijzen
Paul Simon heeft zeven Grammy Awards gekregen voor zijn werk als componist en (solo)zanger:
- 1968: Best Original Score Written for a Motion Picture or Television Special voor The Graduate (als componist)
- 1970: Best Contemporary Song voor Bridge over Troubled Water (componist)
- 1970: Song of the Year voor Bridge over Troubled Water (componist)
- 1975: Best Pop Vocal Performance voor Still Crazy After All These Years
- 1975: Album of the Year voor Still Crazy After All These Years
- 1986: Album of the Year voor Graceland (album)
- 1987: Record of the Year voor Graceland (lied)

Als helft van Simon & Garfunkel ontving hij nog eens vijf Grammy's:
- 1968: Best Contemporary Pop Performance - Vocal Duo Or Group voor Mrs. Robinson
- 1968: Record of the Year voor Mrs. Robinson (lied & producer)
- 1970: Record of the Year voor Bridge over Troubled Water (lied & producer)
- 1970: Album of the Year voor Bridge over Troubled Water
- 1998: Hall of Fame voor Bridge over Troubled Water

In Nederland ontving hij drie Edisons:
- 1972: Categorie Pop Internationaal voor Paul Simon
- 1981: Categorie Musical/Film Internationaal voor One Trick Pony
- 1987: Categorie Singer/Songwriter Internationaal voor Graceland

In Zweden ontving hij in 2012 de Polar Music Prize 

### Verwijzingen
1. 1 2 3 4 5  Warner, Jay (2006). American Singing Groups: A History from 1940s to Today, p. 465-466. Uitg.: Hal Leonard Corporation, ISBN 9780634099786.
2. 1 2  Eliot 2010, p. 9.
3. ↑  Carlin, Peter Ames,. Homeward bound : the life of Paul Simon, New York, "hoofdstuk 2, blz 7". ISBN 978-1-62779-034-5.
4. 1 2  Ruhlmann, William. Biografie van Paul Simon. Allmusic. Geraadpleegd op 27 augustus 2012.
5. ↑  Unterberger, Richie. Tom & Jerry - Overview - Biography. Allmusic. Geraadpleegd op 27 augustus 2012.
6. 1 2  Sanneh 2016.
7. ↑  MacSwan, Angus (16 juli 2012). "Paul Simon fetes Graceland with London extravaganza". UK Reuters. Geraadpleegd op 19 juli 2012.
8. ↑  Kelefa Sanneh, "Cool Papa: Paul Simon's musical afterlives." The New Yorker, 9 mei 2016.
9. ↑  Andy Greene, "Inside Paul Simon's Genre-Bending New Album 'Stranger to Stranger'." Rolling Stone, 7 april 2016.
10. ↑  Statement from Paul Simon. [paulsimon.com] (5 februari 2018). Geraadpleegd op 5 december 2018.

- Bibsys: 90883400
- Biblioteca Nacional de España: XX1019035
- Bibliothèque nationale de France: cb138998006 (data)
- Catàleg d'autoritats de noms i títols de Catalunya: 981058520034606706
- CiNii: DA02421316
- Gemeinsame Normdatei: 119458888
- International Standard Name Identifier: 0000 0001 1479 9181
- Library of Congress Control Number: n50023671
- Nationale Bibliotheek van Letland: 000097831
- MusicBrainz: 05517043-ff78-4988-9c22-88c68588ebb9
- Bibliotheek van het Japanse parlement: 00475126
- Nationale Bibliotheek van Tsjechië: jn20000605036
- Nationale bibliotheek van Australië: 35500459
- Nationale Bibliotheek van Israël: 987007268205405171
- Nationale Bibliotheek van Polen: a0000001210411
- Nationale en Universitaire bibliotheek Zagreb: 000062497
- Nederlandse Thesaurus van Auteursnamen: 070113912
- Réseau des bibliothèques de Suisse occidentale: 02-A000150166
- LIBRIS: 209800
- Système universitaire de documentation: 084271493
- Trove: 975754
- Virtual International Authority File: 109704568
- WorldCat: E39PBJwhC3xJJ8yh7HjJX3cVmd